# Koudougou
Ne doit pas être confondu avec Koutougou (Burkina Faso).
Cet article concerne la ville chef-lieu. Pour le département et la commune urbaine, voir Koudougou (département).
Koudougou, appelée Nandon par les gourounsi en langue lyele, est une ville du Burkina Faso, la troisième en population après Ouagadougou et Bobo-Dioulasso, également préfecture et chef-lieu du département et la commune urbaine de même nom et de  la Province du Boulkiemdé, et la capitale de la région du Centre-ouest. L'emblème de la ville est le baobab. il est surnommé la cité du cavalier rouge.

## Situation géographique

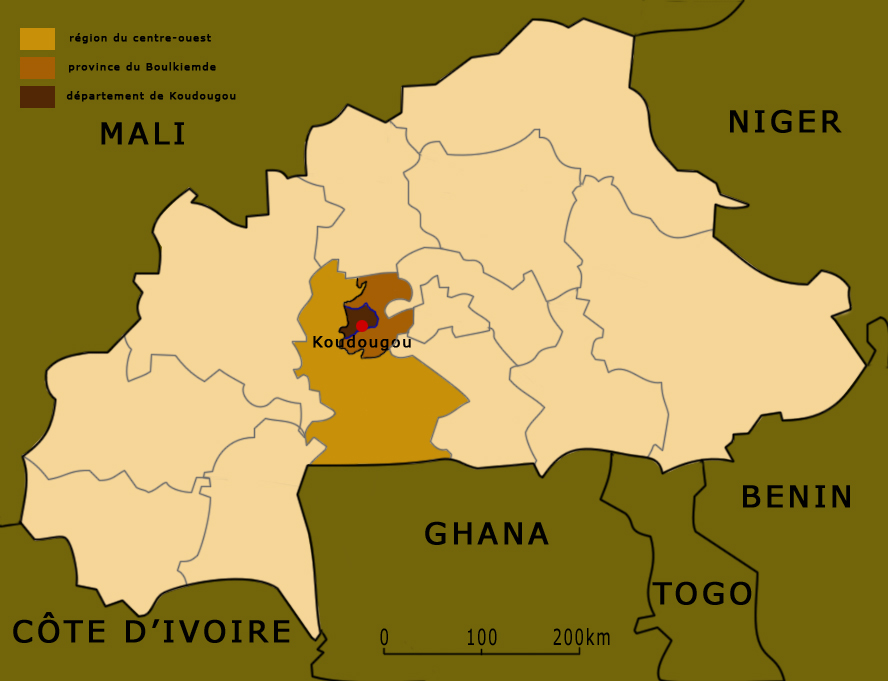
Localisation de Koudougou.

Située sur le plateau mossi à 100 km à l’ouest de Ouagadougou, la ville est reliée par la voie ferrée (depuis 1952) à la capitale burkinabè à l'est et à la capitale ivoirienne Abidjan au sud-ouest, en passant par Bobo-Dioulasso. La RN 13 au sud mène à la ville de Sabou et au nord vers Yako. La RN 21 se dirigeant vers le nord-ouest mène à Réo et la RN 14 allant vers l'ouest mène à Dédougou.
Avant la communalisation intégrale du pays, la superficie de la ville est passée à environ 272 km2 (en incluant les nouvelles zones baties sur l'ancien espace rural périphérique ayant donné naissance aux nouveaux secteurs de la ville ou les ayant agrandis). Les limites de la commune (aujourd'hui beaucoup plus étendue que les secteurs de la ville seule), se confondent pratiquement avec celles du département et la superficie atteint 720 km2 en y incluant les autres villages environnant la ville et les derniers espaces non urbanisés qui les séparent encore dans le département et qui sont encore hors de la compétence communale. L'agglomération urbaine s'étale sur 15 km et 15 villages sont rattachés à la ville.
Le climat y est de type soudano-sahélien.
Les principales ethnies représentées sont les Gourounsi (premiers occupants de la région) et les Mossi.
Voir aussi la catégorie « Groupe ethnique au Burkina Faso ».

## Histoire
Créée au XIIIe siècle, son histoire serait liée à celle de deux chasseurs.
Bassanga Yaméogo, originaire de Piella, un village de la Sissili, serait arrivé par le sud à la suite d'une dispute avec son frère aîné qui lui reprochait d'avoir volé sa poule. C'est en suivant un iguane que Bassanga et sa famille auraient découvert une mare où ils purent se désaltérer. L'animal qui les guida devint, par la suite, le totem de ses descendants. C'est à l'emplacement actuel de la Direction provinciale de l'environnement et du tourisme que Bassanga et ses proches se seraient installés et c'est là qu'il mourut et fut enterré. Un jour qu'il partit à la chasse il découvrit une autre hutte. Un autre chasseur s'était installé dans les environs. Ce chasseur était originaire de Guimba et serait venu par le nord. Après les salutations d'usage, les deux hommes commencèrent à se quereller pour savoir qui des deux avait été le premier occupant des lieux. Afin de se départager, ils décidèrent d'examiner les toitures de leurs huttes respectives. Après examen, la hutte de Bassanga s'avéra être la plus vieille, il était donc le premier occupant des lieux. L'autre chasseur accepta les résultats et parti s'installer à Goaghin qui deviendra plus tard le quartier Dapoya lors de l'expansion de la ville. Les descendants du chasseur malheureux, occupent toujours le quartier Dapoya, actuel secteur 1. Ils portent le patronyme Zongo et ont pour totem le serpent noir.

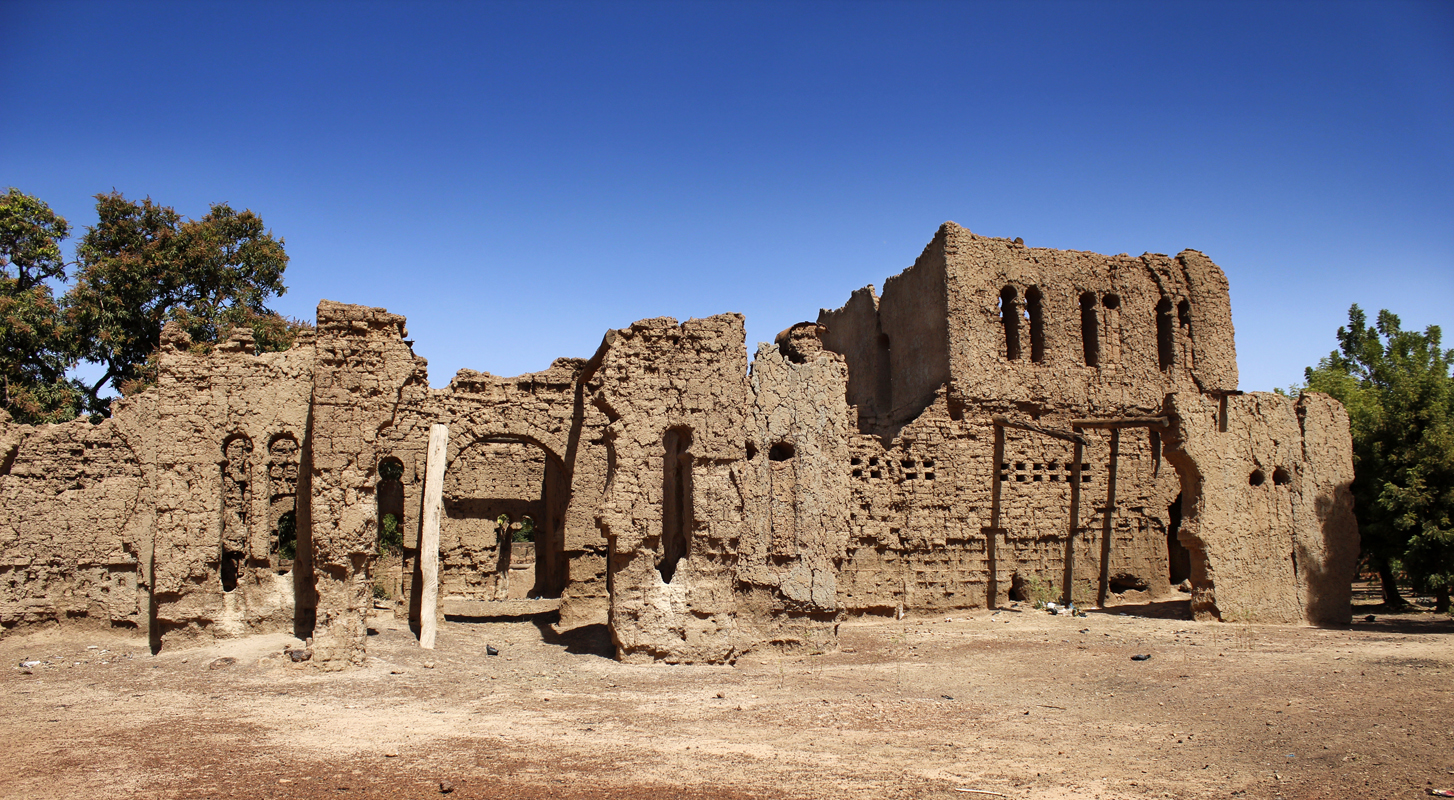
Ruines du palais du Lallé Naaba.

Une autre version raconte que la ville fut fondée par Tégsoba Toogré, originaire de Dapelgo de l’Oubritenga. Il aurait quitté sa région originelle à la suite d'histoires de succession. Arrivé sur place il rencontra un vieil homme qui avait été abandonné là par ses frères. Le vieil homme offrit l'hospitalité à Tégsoba. Quelque temps plus tard, les frères du vieil homme, revenus à de meilleurs sentiments, passèrent le chercher. Mais le vieux refusa de les suivre leur disant qu'il était désormais installé dans « l'ancien endroit » (kugdo en mooré). L'expression resta et devint le nom de la localité.
En 1910, sous l'administration coloniale française, Koudougou devient un poste administratif, puis un chef-lieu de cercle en 1919, et enfin, elle acquiert le statut de commune en décembre 1959. Toutefois ce n'est qu'en 1995 que le premier maire est élu démocratiquement. En effet avant cette date la ville est administrée successivement par des commandants de cercle (voltaïque depuis l'indépendance) puis des sous-préfets-maires (de 1974 à 1984) et enfin des administrateurs civils exerçant la fonction de préfet-maire (de 1984 à 1995).

## Organisation administrative

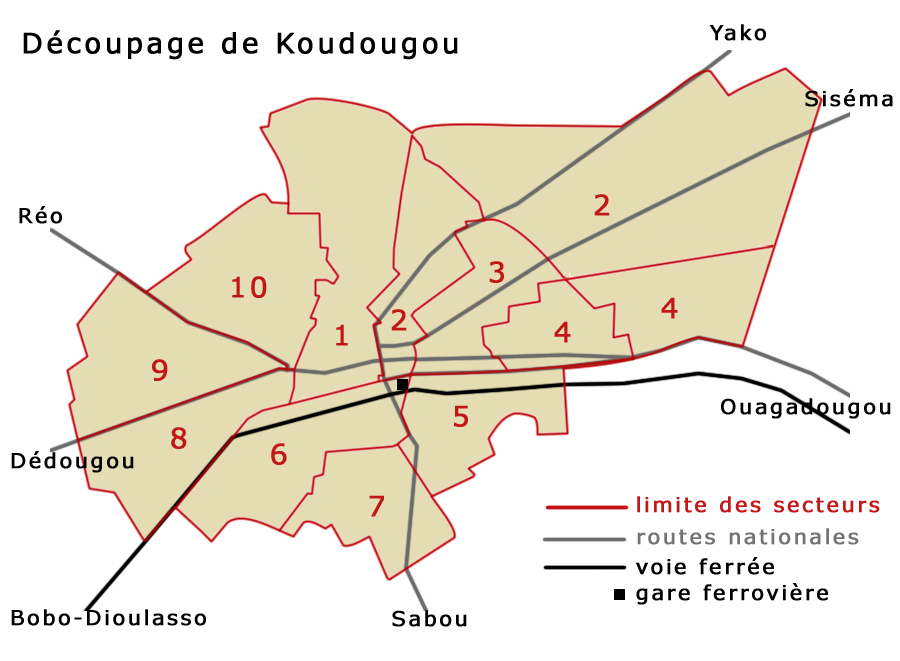
Découpage sectoriel de Koudougou.

Depuis 1984, la ville compte dix secteurs administratifs (arrondissements) et à cette date les quartiers existants de Dapoya, Issouka, Goodin, Sogpélsé et Bourkina sont supprimés. Pourtant les appellations historiques de ces anciens quartiers restent utilisées par les habitants auxquels peuvent être ajoutés les quartiers plus périphériques de Nayalgé, Zinguédéguin, Zakin, Séguétin, Zanguétin et Marigot entrés dans les limites de la ville à la suite de l'expansion de cette dernière.
Depuis 1995 la ville est dirigée par un maire élu au suffrage universel indirect.
| mandat | 1995-2000           | 2000-2006                   | 2006-2011             | 2011-2012                         | 2012-2014         | 2014 - 2016        | 2016 - à nos jours         |
| Maire  | Emmanuel Zoma (CDP) | Jeannette K. Yameogo (UNDD) | Seydou K. Zagré (CDP) | M'Bi Alexis Yameogo (CDP-intérim) | Jérome Zoma (CDP) | K Laurent Kontogom | Moctar Maurice Zongo (MPP) |

### Jumelages
- Dreux (France) 1972
- Melsungen (Allemagne) 1992
- Evesham (Grande-Bretagne) 1992
- Todi (Italie) 2004

## Économie

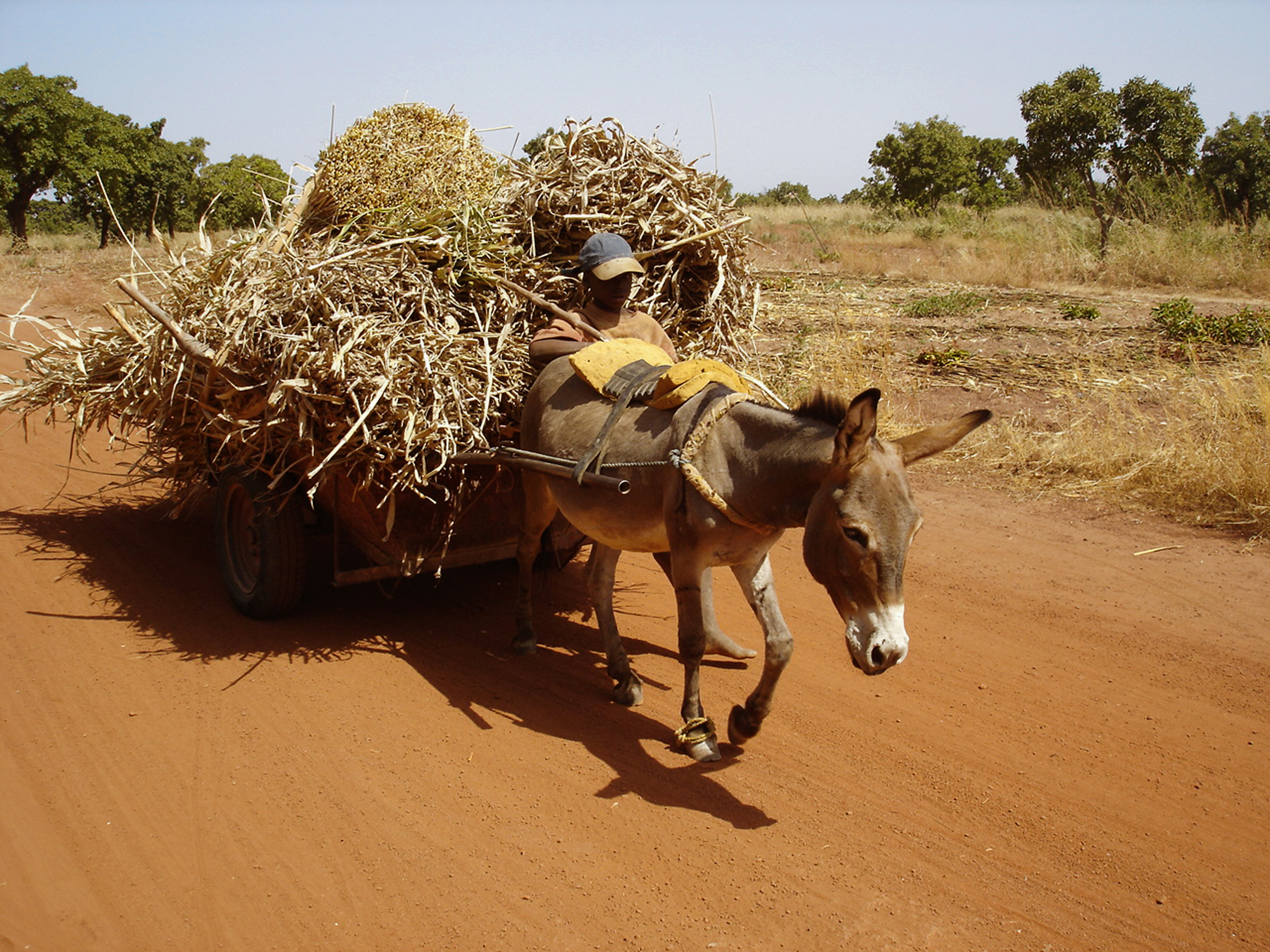
Carriole tirée par un âne sur une piste de Koudougou en revenant des champs.

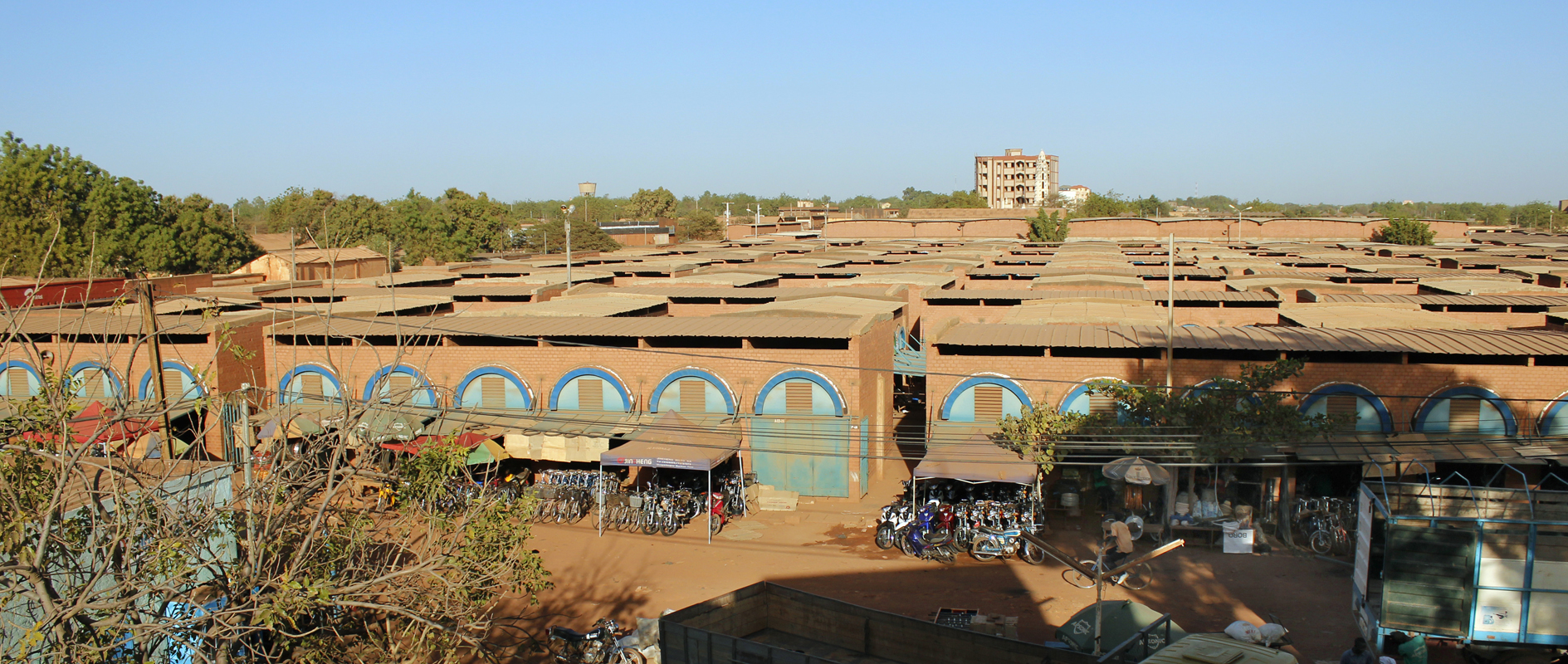
Marché de Koudougou.

| Branche d'activité    | hommes | femmes | ensemble |
| --------------------- | ------ | ------ | -------- |
| Agriculture           | 86,3   | 89,7   | 88,1     |
| Transformation        | 1,1    | 3,7    | 2,5      |
| BTP                   | 1,2    | 0,0    | 0,6      |
| Commerce              | 2,7    | 3,1    | 3,0      |
| Transport et télécoms | 0,4    | 0,1    | 0,2      |
| Services marchands    | 3,8    | 1,4    | 2,5      |
| Autres services       | 4,4    | 2,0    | 3,1      |

| Secteur    | Pourcentage | valeur en millions de FCFA |
| ---------- | ----------- | -------------------------- |
| Primaire   | 9,5         | 1 661                      |
| Secondaire | 24,2        | 4 246                      |
| Tertiaire  | 66,3        | 11 608                     |
| TOTAL      | 100         | 17 515                     |

### Faso Fani
C'est à Koudougou que le président Thomas Sankara avait choisi d'installer le siège de la société de textile d'état Faso Fani (1960). Malheureusement cette société a disparu en 2001 (« liquidée suite aux recommandations de la banque mondiale dans le cadre des Programmes d’ajustements structurels. »). Elle avait pour but de mettre en valeur la culture et le savoir-faire burkinabè face aux entreprises étrangères, surtout européennes.

## Transports

### Liaisons ferroviaires

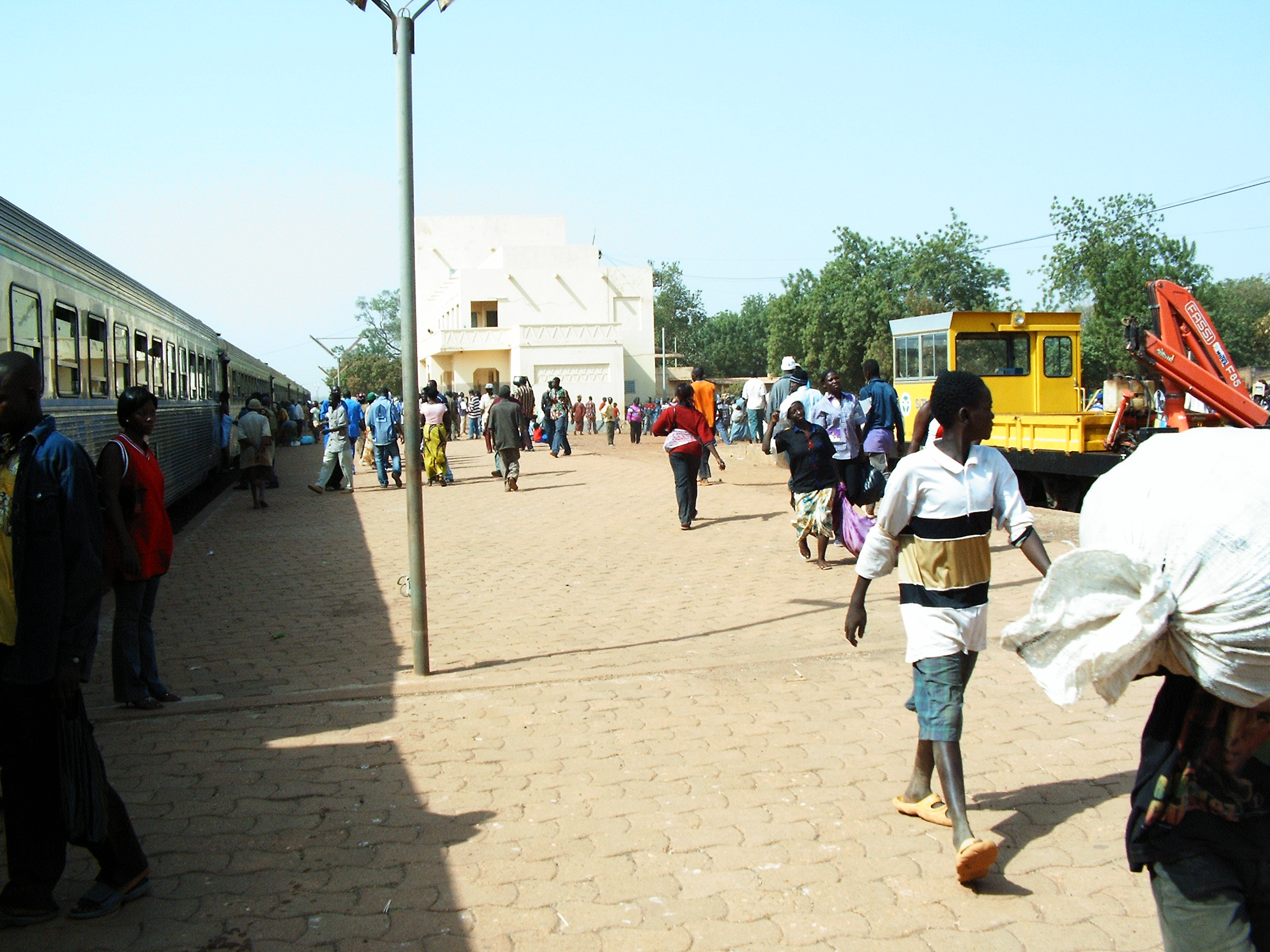
Gare de Koudougou.

La gare de Koudougou offre la ligne d'Abidjan à Ouagadougou, desservie trois fois par semaine par des trains voyageurs Sitarail.

### Liaisons routières
Une demi-douzaine de sociétés de cars de transports desservent la ville et la relient principalement à Ouagadougou et Bobo-Dioulasso.
À l'occasion de la célébration de la fête de l'indépendance (fête nationale), le 11 décembre 2012, une vaste opération de bitumage s'est déroulée au cours de l'année 2012 avec le prolongement du goudron sur la route nationale 14 en direction de Dédougou. Une grande place a également été créée à l'ouest de la ville au secteur 9 pour accueillir les festivités.
Le bitumage de la route nationale 21 en direction de Réo ainsi que celui de la route nationale 13 en direction de Sabou sont prévus pour le courant de l'année 2013.
En 2013, une gare routière destinée à accueillir les sociétés de transport et les camions routier, est en voie d'achèvement.

### Circulation intra-urbaine

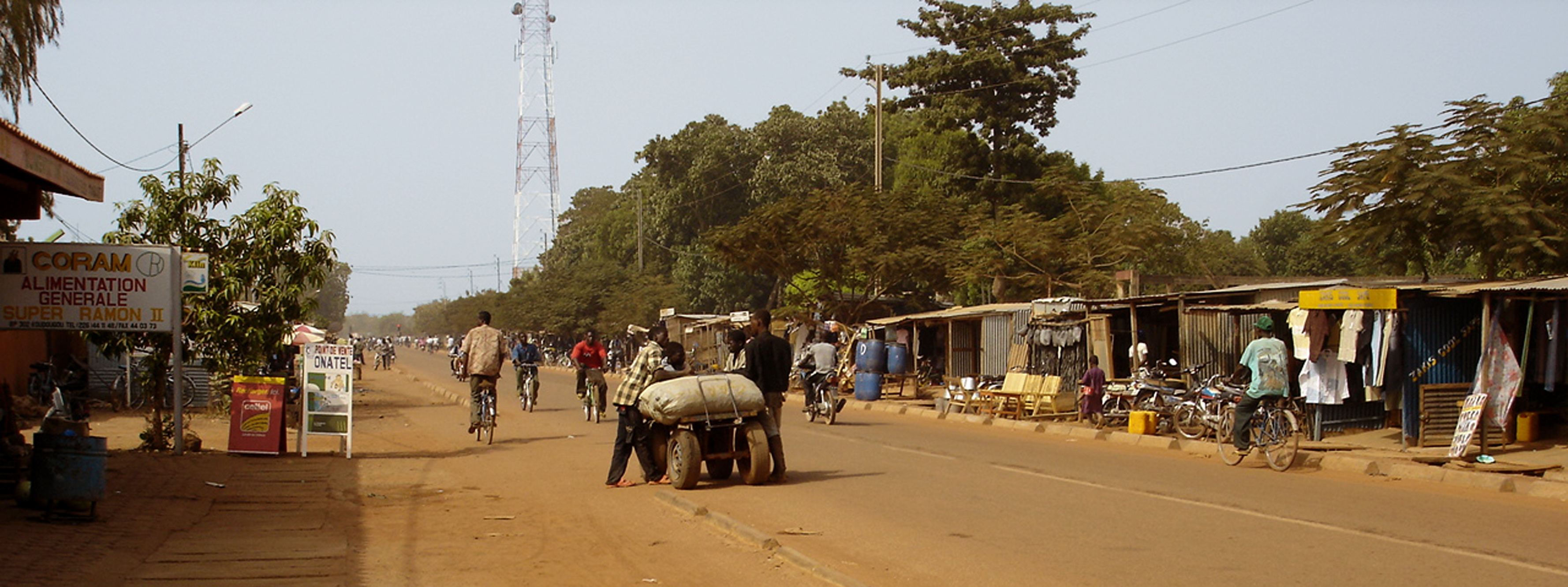
Rue dans le centre-ville.

Même si le parc automobile se développe, le moyen de locomotion privilégié reste, comme dans tout le pays, le deux roues.
Le poumon commercial de la ville c'est le marché central de 29 000 m2, inauguré en juin 2005. Il est le fruit de la coopération entre l’Agence suisse de développement et de coopération (SDC) et le Programme de développement des villes moyennes du gouvernement du Burkina Faso. Construit en terre stabilisée (matériau traditionnel de construction) il s'intègre parfaitement à l'espace urbain qui l'entoure. Le projet a d'ailleurs été primé au prix Aga Khan d'architecture en 2007.

## Évolution démographique
| Année      | 1936  | 1952 | 1960  | 1970  | 1985  | 1990  | 1995  | 2006  | 2012  |
| Population | 15920 | 8700 | 25000 | 31000 | 51670 | 62000 | 73300 | 88184 | 91981 |

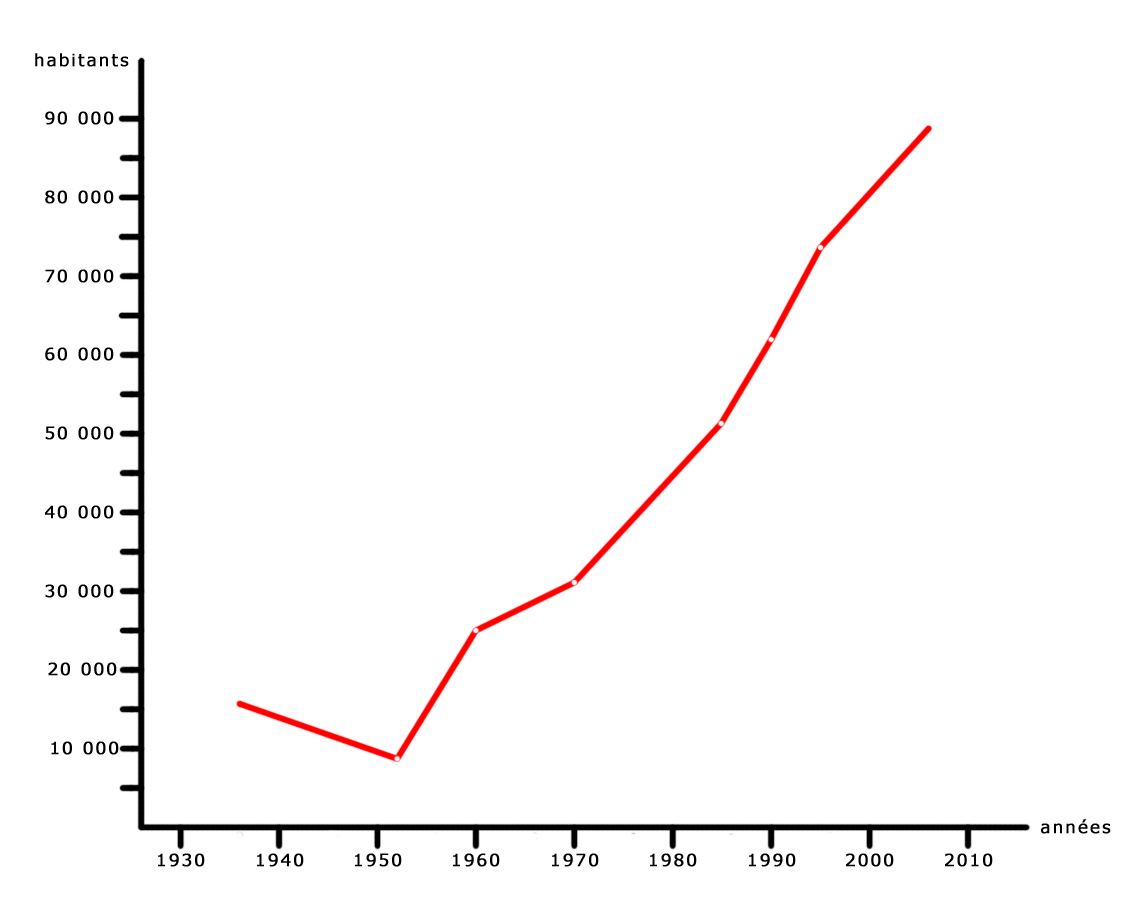
Évolution démographique de la ville.

La croissance démographique de la ville est de 3,4 % par an. Il peut être noté une baisse significative de la population jusqu'en 1952 due à une forte migration volontaire vers la Gold Coast ainsi qu'une migration forcée pour le recrutement de main d'œuvre vers les plantations de Côte d'Ivoire et pour l'Office du Niger.
| Secteur    | Population  | Population  |
| Secteur    | 2003        | 2006        |
| ---------- | ----------- | ----------- |
| Secteur 1  | 9 950 hab.  | 10 987 hab. |
| Secteur 2  | 10 530 hab. | 9 418 hab.  |
| Secteur 3  | 6 573 hab.  | 6 472 hab.  |
| Secteur 4  | 5 118 hab.  | 3 784 hab.  |
| Secteur 5  | 8 193 hab.  | 14 208 hab. |
| Secteur 6  | 12 635 hab. | 11 244 hab. |
| Secteur 7  | 5 583 hab.  | 4 622 hab.  |
| Secteur 8  | 5 881 hab.  | 7 645 hab.  |
| Secteur 9  | 8 705 hab.  | 9 987 hab.  |
| Secteur 10 | 10 584 hab. | 9 817 hab.  |
| Total      | 83 752 hab. | 88 184 hab. |

## Éducation
Il existe de nombreuses écoles privées couvrant les différents cycles scolaire et deux établissements publics, le « Provincial » assurant les classes du CP1 à la terminale et le « Municipal ». En 2007-2008, le taux brut de scolarisation primaire est de l'ordre de 79,2 % avec un taux d'admission au cours préparatoire 1re année (CP1) de l'ordre de 94,5 %,un taux brut de scolarisation au secondaire de 20,3 % soit un taux d'admission en 6e de 26,1 %.
En 1996 est créée l'École normale supérieure de Koudougou (ENSK). Celle-ci est dissoute en 2005 pour laisser sa place à l'Université de Koudougou. En novembre, 2024, une crèche permettant d'accueillir les jeunes enfants des étudiantes, a été ouverte. C'est la première du genre au Burkina Faso.
En 2012, un centre de formation professionnelle a ouvert ses portes et en 2017 Burkina institute of technology a été créée.

## Santé
La ville dispose de son propre centre hospitalier régional (CHR), l'hôpital de l'Amitié. Celui-ci fonctionne en coopération avec Taïwan qui a installé une mission médicale attenante à l'hôpital et qui fournit à l'hôpital des médecins bénévoles. La ville possède également deux centres médicaux avec antenne chirurgicale (CMA), cinq Centres de Santé et de Promotion Sociale (CSPS) – dans les secteurs 5, 7, 8, 9, 10 –, un dispensaire isolé ainsi que trois formations sanitaires confessionnelles[réf. nécessaire]. On trouve également, en sortie de ville sur la N14, le centre Oasis, qui possède ses propres blocs opératoires et salles de consultation.

## Culture

### Établissements culturels et festivals
La ville possède un théâtre, le Théâtre populaire de Koudougou (le TP), où se déroulent les grands évènements culturels de la ville. Ainsi, chaque année, le festival culturel baptisé les « Nuits atypiques de Koudougou »a vu le jour en 1996 avec pour promoteur  Koudbi Koala , où se mêlent concerts et débats autour des enjeux environnementaux ou citoyens, y prend ses quartiers. L'évènement a lieu généralement entre la dernière semaine de novembre et la première semaine de décembre.
Vacances Culture et Santé est le festival culturel des vacanciers dans la commune de Koudougou organisé par l'association Junior's Production en partenariat avec la Mairie de Koudougou depuis 1997. Il se tient chaque année lors des vacances scolaires et est une manifestation culturelle et à caractère promotionnel. 
Depuis 2009, en octobre, c'est le Festirire, festival de l'humour et du rire, qui est à l'honneur dans l'enceinte du Théâtre populaire.

### Patrimoine et architecture remarquable
- Cathédrale Saint-Augustin de Koudougou
- Palais Royal d'Issouka Architecture de terre
- Palais de Maurice Yaméogo (René Faublée Architecte) Architecture moderne
- Centre Noomdo (Kéré Francis Architecte - ONG le Soleil dans la Main) Architecture contemporaine
- Lycée Schorge (Kéré Francis Architecte) Architecture contemporaine
- Lycée Biiga Veenem - la lumière du savoir (Fauss Architecte - ONG le Soleil dans la Main) Architecture contemporaine

Vestiges du palais royal.
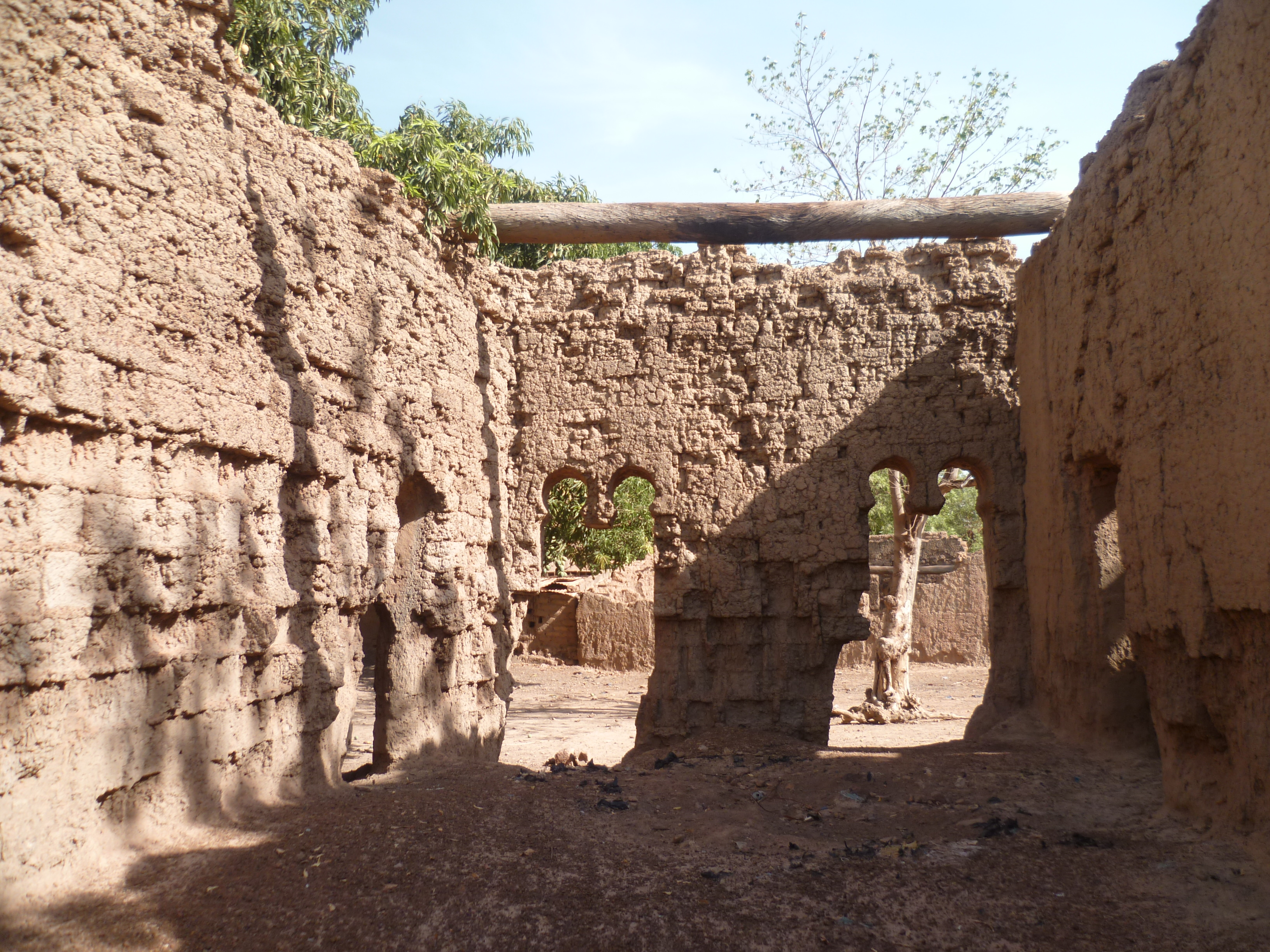
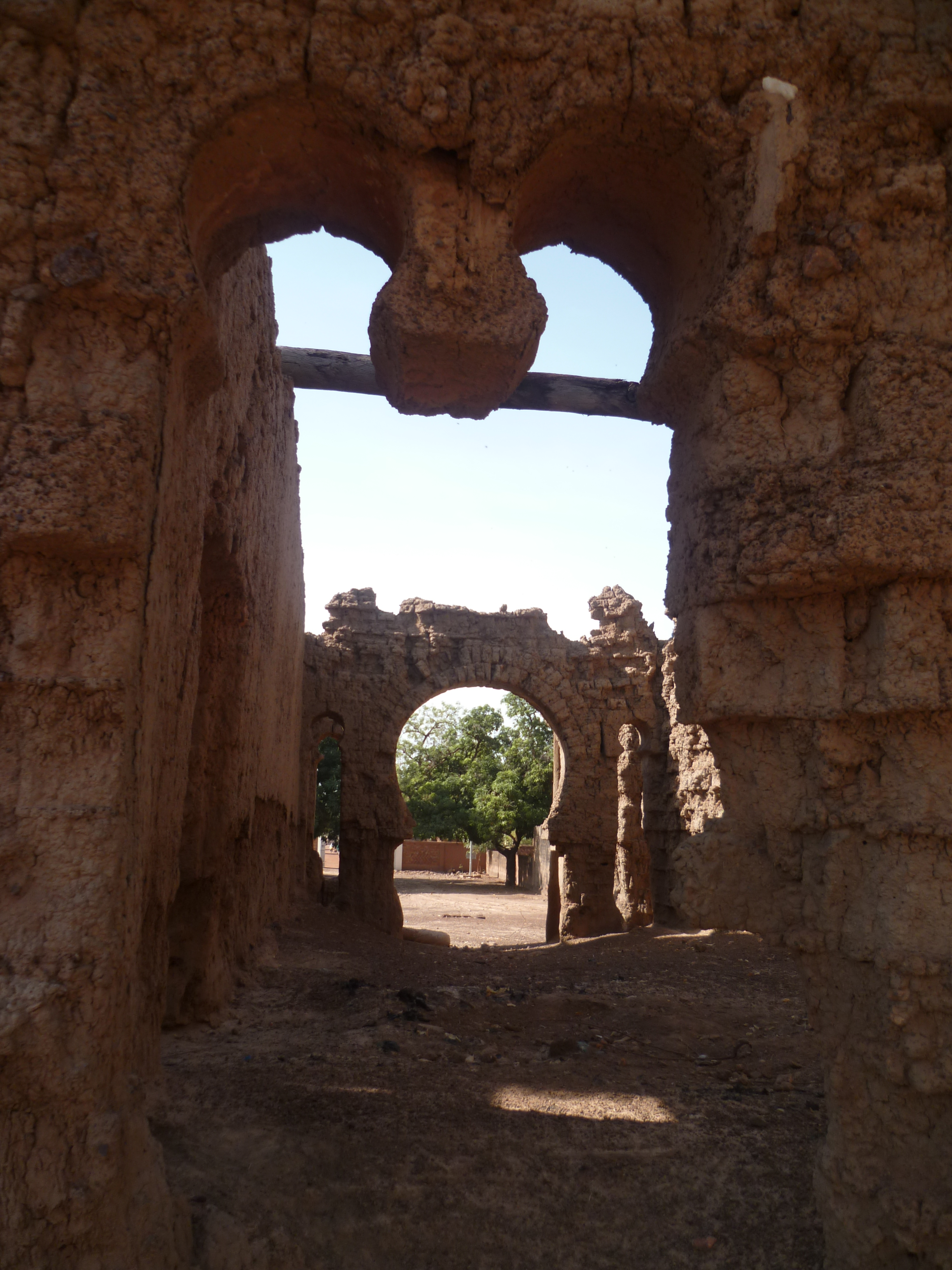
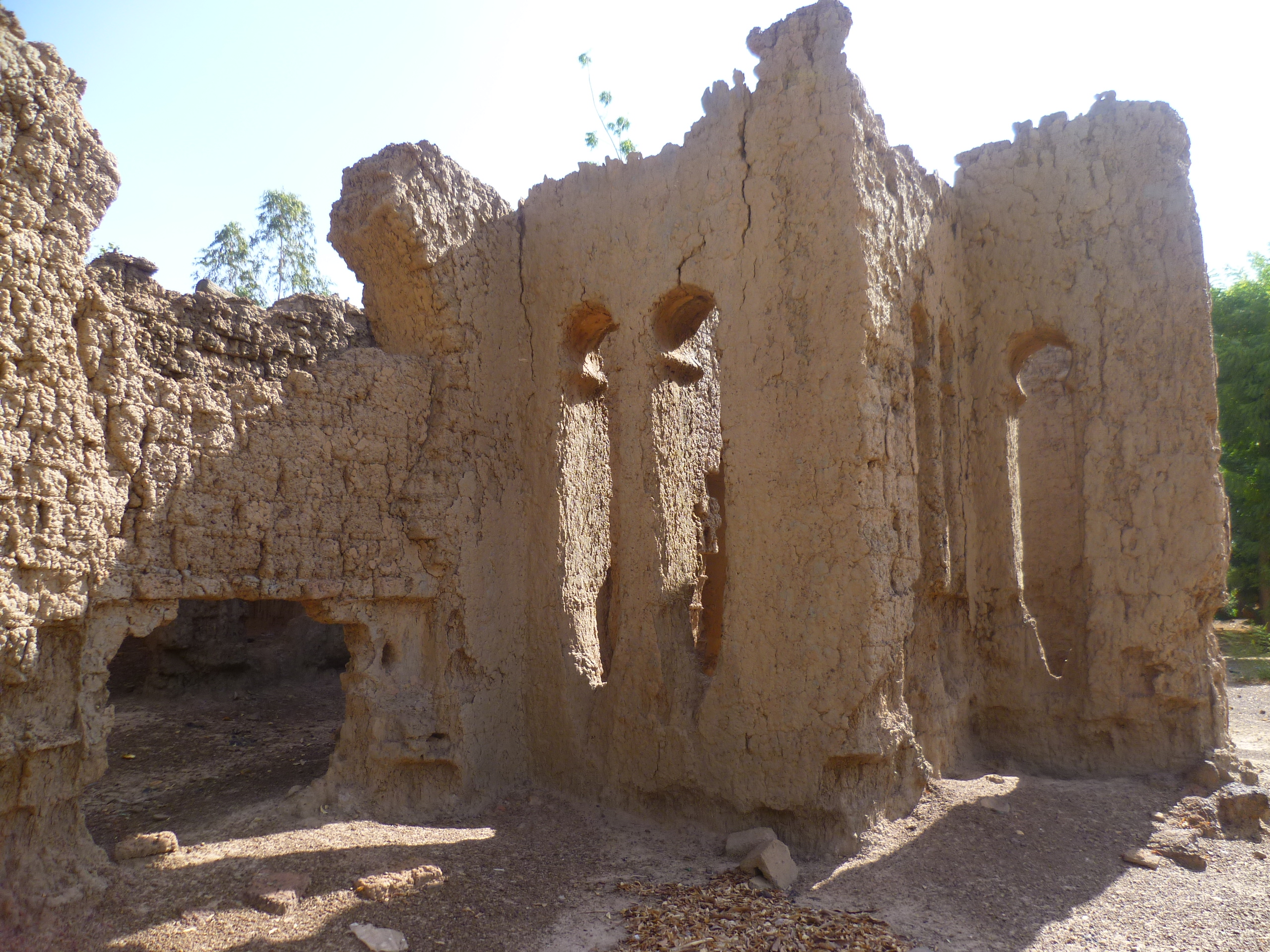
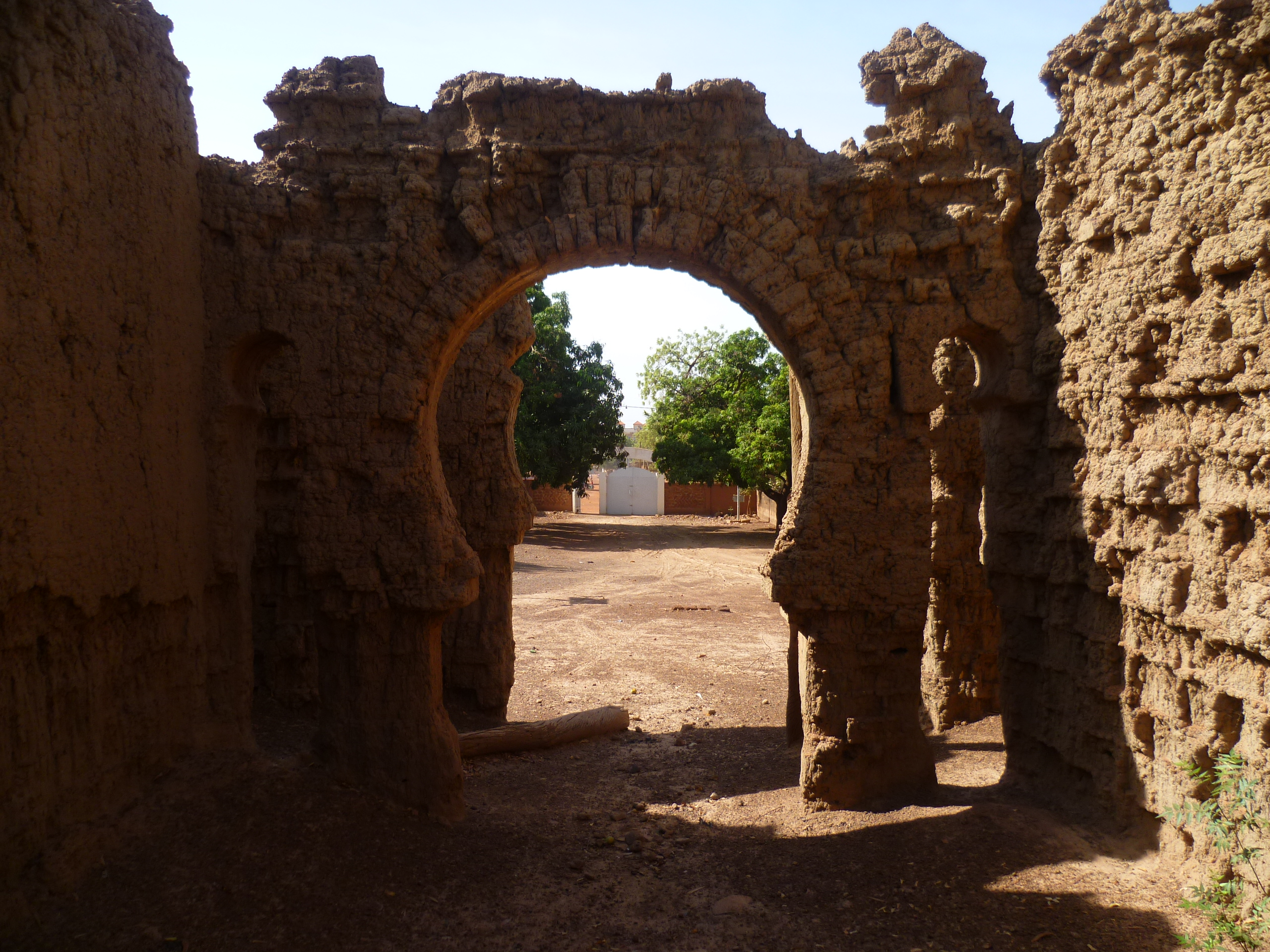

### Sports
La ville possède quelques clubs de foot l'Association des Jeunes Sportifs de Koudougou (AJSK), l'AS des Employés de Commerce de Koudougou (ASEC-K), le Bouloumpoukou FC (BPFC), le Bouloumpoukou Stade (BPS), l'Association des jeunes footballeurs (AJF), le Jeunesse Club Boulkiemdé.

## Personnalités koudougoulaises (nées à Koudougou)
- Maurice Yaméogo (1921-1993), le premier président du Burkina Faso (Haute-Volta à l'époque) en 1960 lors de l'acquisition de l'indépendance. Une statue à son effigie trône à l'entrée de la ville. Cette statue a été remplacée une première fois à l'occasion des festivités du cinquantenaire de la ville en décembre 2009 et une seconde fois pour la fête de l'indépendance qui s'est déroulée à Koudougou le 11 décembre 2012.
- L'ancien premier ministre Tertius Zongo
- Le journaliste et écrivain Norbert Zongo, assassiné en 1998.
- Les hommes politiques Henri Guissou et Philippe Zinda Kaboré.
- Le réalisateur et auteur de théâtre Bernard Yaméogo.
- La femme politique et diplomate Joséphine Ouédraogo
- Secrétaire Général du ministère de la Communication, Bètamou Fidèle Aymar Tamini.